# Studio Ghibli
 (транскр.  Студио Гибли; јап. 株式会社スタジオジブリ) јапански је анимациони студио са седиштем у Коганеју. Најпознатији је студио који производи аниме филмове. Маскота и симбол студија је Тоторо из филма Мој комшија Тоторо (1988). Међу најпрофитабилнијим филмовима студија су: Принцеза Мононоке (1997), Зачарани град (2001), Покретни дворац (2004), Поњо на литици крај мора (2008) и Дечак и чапља (2023).
Назив студија долази од арапске ријечи за југо, која се у овом облику прво нашла у италијанском. Произвео је четири од десет најпрофитабилнијих филмова у Јапану. Филмови које је произвео Studio Ghibli су освојили мноштво награда, међу којима су и Златни медвед, Оскар, Златни глобус и награда БАФТА.

## Историја
Још од оснивања 1985. студио води режисер Хајао Мијазаки заједно са партнером Исаом Такахатом, као и извршним директором и дугогодишњим продуцентом Тошиом Сузукијем.
Компанија је позната по својим стриктним принципом лиценцирања филмова за приказивање у иностранству „без исецања”. Ово је резултат синхронизације Мијазакијевог филма Наусикаја од Ветровите Долине за тржиште САД. Филм је драстично американизован, са значајним исецањима и променама радње. Политика је дошла до изражаја када је Мирамаксов директор предложио уређивање Принцезе Мононоке тако да буде примамљивија тржишту. Као одговор, продуценти Гиблија су послали аутентичну катану са поруком „без исецања”.
Дана 3. августа 2014. Тошио Сузуки је најавио да ће Гибли након издавања филма When Marnie Was There отићи на кратку паузу, како би могао да се реструктурира. Разлог овога је одлазак Хајаоа Мијазакија у пензију, као лош успех последњих издања. Сузуки је изразио и поједине забринутости у вези да будућности предузећа. Главни продуцент Гиблија Јошијаки Нишимура, поред бројног особља Гиблија уз редитеља Хиромасе Јонебајашија, напустили су Гибли и покренули сопствени Studio Ponoc, који је потом приказао филм Мери и чаробни цвет.

## Филмови
| Филм | Датум премијере                                    | Редитељ             | Оригинални наслов                                            | Наслов на српском                           |
| ---- | -------------------------------------------------- | ------------------- | ------------------------------------------------------------ | ------------------------------------------- |
|      | 15. децембар 1979.                                 | Хајао Мијазаки      | ルパン三世 カリオストロの城, Кариосуторо но широ             | Лупин III: Замак Каљостро                   |
|      | 11. март 1984.                                     | Хајао Мијазаки      | 風の谷のナウシカ, Казе но тани но наушика                    | Наузикаја из вјетровите долине (незванично) |
|      | 2. август 1986.                                    | Хајао Мијазаки      | 天空の城ラピュタ, Тенку но широ Рапјута                      | Замак на небу                               |
|      | 16. април 1988.                                    | Исао Такахата       | 火垂るの墓, Хотару но хака                                   | Гробље свитаца (незванично)                 |
|      | 16. април 1988.                                    | Хајао Мијазаки      | となりのトトロ, Тонари но Тоторо                             | Мој комшија Тоторо                          |
|      | 29. јул 1989.                                      | Хајао Мијазаки      | 魔女の宅急便, Маџо но такјубин                               | Кикина служба за доставу (незванично)       |
|      | 20. јул 1991.                                      | Исао Такахата       | おもひでぽろぽろ, Омохиде поро поро                          |                                             |
|      | 18. јул 1992.                                      | Хајао Мијазаки      | 紅の豚, Куренај но бута                                      | Порко Росо                                  |
|      | 5. мај 1993.                                       | Томоми Мочизуки     | 海がきこえる, Ума га кикоеру                                 |                                             |
|      | 16. јул 1994.                                      | Исао Такахата       | 平成狸合戦ぽんぽこ, Хеисеј тануки гасеј Помпоко              | Пом Поко                                    |
|      | 15. јул 1995.                                      | Јошифуми Кондо      | 耳をすませば, Мими о сумасеба                                |                                             |
|      | 12. јул 1997.                                      | Хајао Мијазаки      | もののけ姫, Мононоке-химе                                    | Принцеза Мононоке                           |
|      | 17. јул 1999.                                      | Исао Такахата       | ホーホケキョとなりの山田くん, Хохокекјо тонари но Јамада-кун |                                             |
|      | 27. јул 2001.                                      | Хајао Мијазаки      | 千と千尋の神隠し, Сен то Чихиро но камикакуши                | Зачарани град                               |
|      | 20. јул 2002.                                      | Хајао Мијазаки      | 猫の恩返し, Неко но онегаиши                                 | Краљевство мачака                           |
|      | 20. новембар 2004.                                 | Хајао Мијазаки      | ハウルの動く城, Хауру но угоку широ                          | Покретни дворац                             |
|      | 29. јул 2006.                                      | Горо Мијазаки       | ゲド戦記, Гедо сенки                                         |                                             |
|      | 19. јул 2008.                                      | Хајао Мијазаки      | 崖の上のポニョ, Гаке но уе но Поњо                           |                                             |
|      | 17. јул 2010.                                      | Хиромаса Јонебајаши | 借りぐらしのアリエッティ, Кари-гураши но Аријети             |                                             |
|      | 16. јул 2011.                                      | Горо Мијазаки       | コクリコ坂から, Кокурико-зака кара                           |                                             |
|      | 20. јул 2013.                                      | Хајао Мијазаки      | 風立ちぬ, Казе тачину                                        |                                             |
|      | 23. новембар 2013.                                 | Исао Такахата       | かぐや姫の物語, Кагуја-химе но моногатари                    |                                             |
|      | 19. јул 2014.                                      | Хиромаса Јонебајаши | 思い出のマーニー, Омоиде но Ма(р)ни                          |                                             |
|      | 18. мај 2016.                                      | Мишел Дудок де Вит  | фр. јап. レッドタートル ある島の物語, Редо Татору: Ару Шима но Моногатари               | Црвена корњача                              |
|      | 30. децембар 2020. (ТВ) 27. август 2021. (биоскоп) | Горо Мијазаки       | アーヤと魔女, Аја то Маџо                                    |                                             |
|How Do You Live? / The Boy and the Heron   | 14. јул 2023.                                      | Хајао Мијазаки      | 君たちはどう生きるか, Кими-тачи ва до икиру ка               | Дечак и чапља                               |